# 冬季會議
冬季會議（英語：Winter Meetings）是一個於每年12月舉行的活動。美國職棒大聯盟30支球隊和其小聯盟所屬球隊的代表集會四天，討論聯盟事務和休賽期交易，也有其他棒球相關活動如商業展覽和就業諮詢等。包括聯盟行政人員、各隊老闆、總經理、球隊球探、來自他國的參觀者、參加展覽者和希望進入美國職棒組織工作的求職者等人參與。會議最後一天，沒有被列入球隊40人名單的球員可在規則五選秀中被其他球隊選中。
2015年，第114屆冬季會議於12月7至11日在納許維爾進行。2016年冬季會議則選在12月4至8日、馬里蘭州的國家港灣。

## 歷史
在休賽期間舉辦會議的傳統可追溯至國家聯盟成立初年——1876年。當次會議，威廉·赫伯特被選為國家聯盟主席，而紐約同好和費城運動家因為無法完成預訂賽程而從聯盟除名。1901年，冬季會議成為年度活動。1967年，由於墨西哥聯盟從2A層級升至3A，冬季會議選在墨西哥城進行，為首次於美國境外舉辦的冬季會議。

## 地點
- 2024 - 達拉斯
- 2023 - 納許維爾
- 2022 - 聖地牙哥
- 2021 - 因停擺事件而取消，原定於湾湖舉行
- 2020 - 因COVID-19疫情，改為虛擬會議，原定在達拉斯舉行
- 2019 - 聖地牙哥
- 2018 - 拉斯維加斯
- 2017 - 奧蘭多
- 2016 - 國家港灣
- 2015 - 納許維爾
- 2014 - 聖地牙哥
- 2013 - 奧蘭多
- 2012 - 納許維爾
- 2011 - 達拉斯
- 2010 - 奧蘭多
- 2009 - 印第安納波利斯
- 2008 - 拉斯維加斯
- 2007 - 納許維爾
- 2006 - 奧蘭多
- 2005 - 達拉斯
- 2004 - 安那翰
- 2003 - 紐奧良
- 2002 - 納許維爾
- 2001 - 波士頓
- 2000 - 達拉斯
- 1999 - 安那翰
- 1998 - 納許維爾
- 1997 - 紐奧良
- 1996 - 波士頓
- 1995 - 洛杉磯
- 1994 - 達拉斯
- 1993 - 亞特蘭大
- 1992 - 路易維爾
- 1991 - 邁阿密
- 1990 - 羅斯蒙特
- 1989 - 納許維爾
- 1988 - 亞特蘭大
- 1987 - 達拉斯
- 1986 - 好萊塢
- 1985 - 聖地牙哥
- 1984 - 休士頓
- 1983 - 納許維爾
- 1982 - 檀香山
- 1981 - 好萊塢
- 1980 - 達拉斯
- 1979 - 多倫多
- 1978 - 奧蘭多
- 1977 - 檀香山
- 1976 - 洛杉磯
- 1975 - 好萊塢
- 1974 - 紐奧良
- 1973 - 休士頓
- 1972 - 檀香山
- 1971 - 鳳凰城
- 1970 - 洛杉磯
- 1969 - 羅德岱堡
- 1968 - 舊金山
- 1967 - 墨西哥城
- 1966 - 哥倫布
- 1965 - 羅德岱堡
- 1964 - 休士頓
- 1963 - 聖地牙哥
- 1962 - 羅徹斯特
- 1961 - 坦帕
- 1960 - 路易維爾
- 1959 - 聖彼德斯堡
- 1958 - 華盛頓特區
- 1957 - 科羅拉多泉
- 1956 - 傑克遜維爾
- 1955 - 哥倫布
- 1954 - 休士頓
- 1953 - 亞特蘭大
- 1952 - 鳳凰城
- 1951 - 哥倫布
- 1950 - 聖彼德斯堡
- 1949 - 紐約
- 1948 - 芝加哥
- 1947 - 紐約
- 1946 - 洛杉磯
- 1945 - 芝加哥
- 1944 - 紐約

## 出席者
冬季會議吸引數以千計的出席者。官方評估大約有3000人參與2014年冬季會議，這包含球隊老闆、總經理、總教練、球探、球員經紀人、律師、會計師還有各國觀光客。 一般而言，球員不會出席，但是自由球員通常會前來向各隊介紹自己。在2014年的聖地牙哥冬季會議，約有750位媒體人領有記者證。
晚上會有大聯盟球隊為其小聯盟附屬球隊所舉辦的歡迎會。 亦有為總教練和棒球記者準備的午餐會。

## 球員交易和簽約

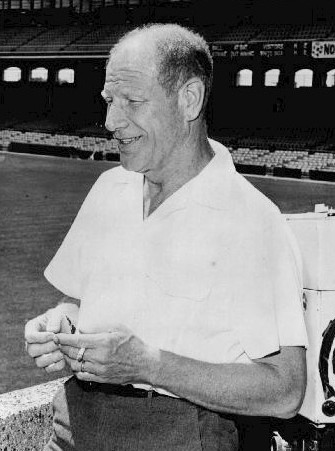
比爾·維克

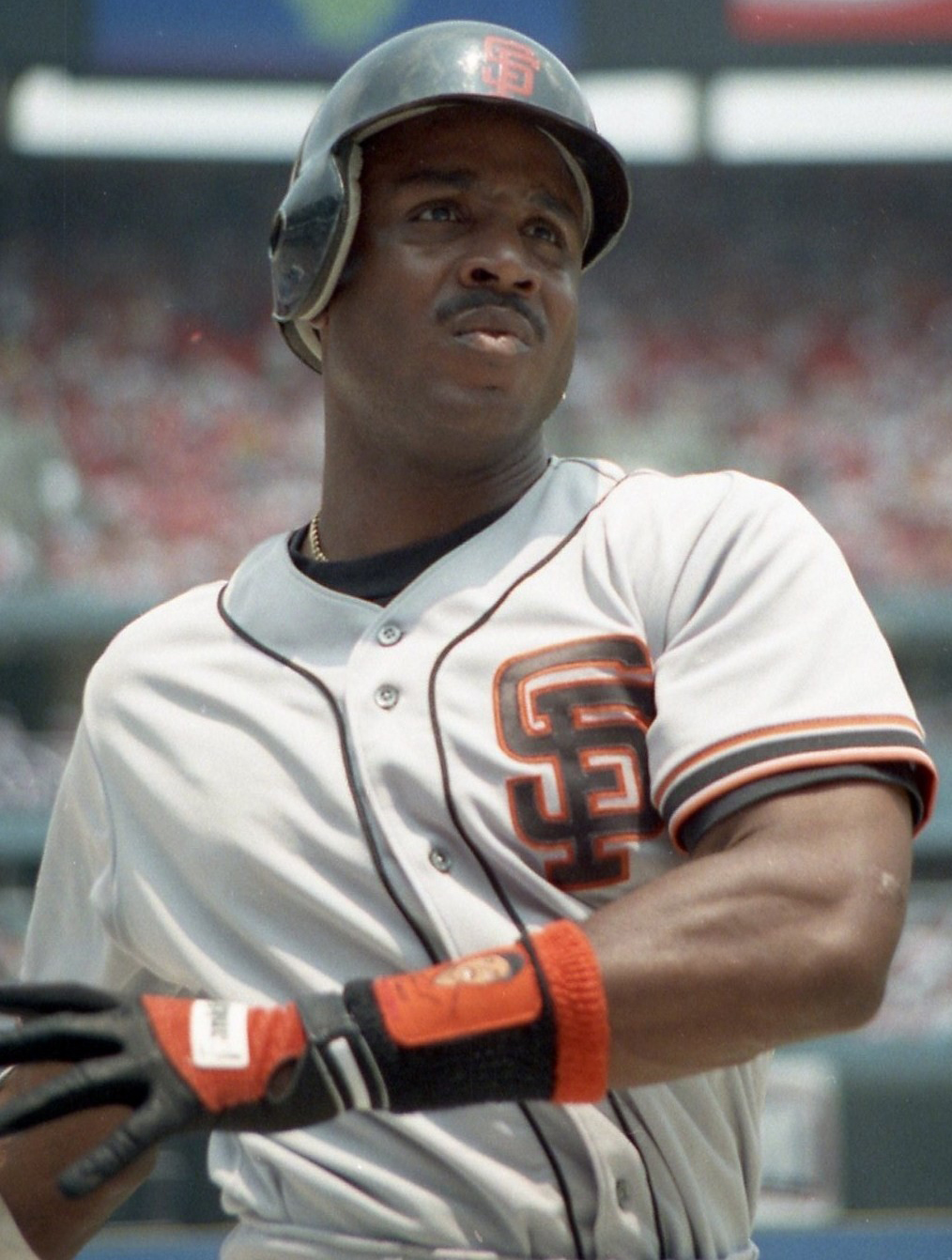
1993年，在舊金山巨人的貝瑞·邦茲

在球隊高層齊聚一堂之下，冬季會議成為典型的球員交易和自由球員簽約的場所。不過，直到20世紀末期在飯店大廳進行的非正式會議已經被簡訊和電子郵件取代。因為眾多的媒體人員和球迷的聚集在現場，大部分的高層交流改至較隱蔽的套房內。
下列是在過去的冬季會議中較值得注意的交易和合約:
- 在1975年羅德岱堡的冬季會議，芝加哥白襪隊的新老闆比爾·維克（英语：Bill Veeck）坐在一張飯店大廳內的桌子旁，前方有標示寫著「開放交易」(Open for Business)。會議期間他一共談成了6筆交易案，牽涉22名球員。[15]
- 於1988年亞特蘭大的冬季會議，德州遊騎兵商定了牽涉15名球員的3筆交易，並簽下自由球員投手諾蘭·萊恩。[16]
- 在1992年路易維爾的冬季會議，首度成為自由球員的貝瑞·邦茲和舊金山巨人談妥一紙6年4300萬美元的合約。其中由邦茲親自洽談有關客場比賽期間能自由處置飯店套房的部分。[13]
- 艾力士·羅德里奎茲在2000年冬季會議和西雅圖水手談成一筆價值2億5200萬美元、為期10年的合約。[17]
- 2011年達拉斯冬季會議的最後一日，當年秋天隨聖路易紅雀贏下世界大賽戒指的亞伯特·普荷斯與洛杉磯天使敲定一份10年2億5000萬美元的合約。[18]
- 在2014年聖地牙哥的冬季會議，經過24小時內許多的談判，洛杉磯道奇完成了和4支隊伍的6筆交易，關係到19位選手和1位自由球員。[19][20]

## 其他活動

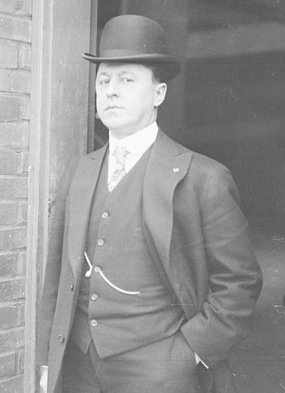
1951年，第一屆棒球之王得主潘茲·羅蘭。

一場大約300個攤位的商業展覽亦在冬季會議期間進行，涵蓋球具、棒球推廣和其他服務。另外一個年度活動則是職業棒球人才招募會（Professional Baseball Employment Opportunities Job Fair, PBEO Job Fair），剛投入職場的求職者選擇在此尋找工作，接受小聯盟組織的現場面試。每年大概有400至500人獲得工作，因此12月被形容為棒球界僱用的高峰。
自1951年起，「棒球之王」頭銜在冬季會議的晚宴會被頒予一位小聯盟老將。
另有幾個和名人堂有關的活動：
- 取代老將委員會（英语：Veterans Committee）（現在唯一一個選出退休已久的球員和非現役人員的選舉機關）的選舉團體召集、投票。[13]
- 頒予為棒球廣播有傑出貢獻人士的福特·弗立克獎（英语：Ford C. Frick Award）得主公布。[24]
- 全美棒球記者協會宣布優秀棒球新聞工作者的泰勒·史賓克獎（英语：J. G. Taylor Spink Award）受獎人[25]和舉行其年度會議。[13]弗立克獎與史賓克獎皆為名人堂年度入會儀式的一環。
- 年度球探獎亦於此進行。[5][26]

## 延伸閱讀
- Lewin, Josh. . Brasseys. 2004  [2017-02-26]. ISBN 1574887912. （原始内容存档于2016-03-04）.

## 外部連結
- Winter Meetings （页面存档备份，存于）（英文）
- PBEO Job Fair （页面存档备份，存于）（英文）
- The Baseball Trade Show （页面存档备份，存于）（英文）